# Mitra Farahani
Pour les articles homonymes, voir Farahani.
Mitra Farahani (en persan : میترا فراهانی), née le 27 janvier 1975 à Téhéran en Iran, est une peintre et cinéaste iranienne.

## Parcours

### Formation et débuts
Grâce à son travail de peintre, Mitra Farahani obtient en 1998 une bourse d'études à Paris. En 1999, elle suit des cours de vidéo à l'École nationale supérieure des arts décoratifs à Paris,.
Elle tourne un premier documentaire qui obtient un grand succès dans plusieurs festivals internationaux ; intitulé Juste une femme, il montre le visage d’une femme trans à Téhéran. Sélectionné à la Berlinale, le film reçoit le prix spécial du jury des Teddy Awards.

### Réalisation
En 2004, son long métrage documentaire sur l'amour et la sexualité en Iran, Tabous, est lui aussi sélectionné à la Berlinale.
En 2006, elle réalise Behjat Sadr : le temps suspendu, un portrait documentaire de la peintre iranienne Behjat Sadr. 
Le 17 juin 2009, elle est arrêtée en arrivant à l’aéroport de Téhéran. Le 30 juin, elle est remise en liberté sous caution.
En 2013 sort en salles Fifi hurle de joie, documentaire sur le peintre iranien exilé Bahman Mohassess, que la réalisatrice a retrouvé à Rome en 2010 et « dont elle filme, sans avoir prémédité ce moment, la mort en direct. Cet instant n'occulte pas le reste du film, mais il nous sidère et nous retient à lui seul. »
En 2014-2015, elle est pensionnaire de la Villa Médicis à Rome.
En 2022, son film À vendredi, Robinson organise un dialogue entre deux cinéastes vétérans, figures culturelles majeures, l'un en Iran, Ebrahim Golestan, l'autre dans le monde entier, Jean-Luc Godard. Le film obtient  le prix spécial du jury à la Berlinale, section Encounters.

## Filmographie
Documentaires
- 2001 : Juste une femme
- 2004 : Tabous (Tabous, Zohre & Manouchehr)
- 2006 : Behjat Sadr, le temps suspendu
- 2013 : Fifi hurle de joie
- 2022 : À vendredi, Robinson